# Opis (Hyperborea)
Opis (altgriechisch Ὦπις Ṓpis), auch Oupis (Οὖπις Oúpis) ist in der griechischen Mythologie eine hyperboreische Jungfrau, die in Zusammenhang mit den Kulten des Apollon und der Artemis-Eileithyia nach Delos kam, dort starb und deren Grab kultisch verehrt wurde.
Herodot berichtet, Opis sei zusammen mit einer weiteren Jungfrau namens Arge (Ἄργη Árgē) mit Apollon und Artemis nach Delos gekommen (d. h. mit Kultbildern dieser Götter). Von Delos aus hätte sich der Kult dieser Götter über die Inseln und ganz Ionien verbreitet. Die Asche aus den Schenkelstücken des Opfers hätte man auf ihr hinter dem Artemision gelegenes Grab gestreut.
Opis scheint mit Artemis eng verbunden, da Opis auch ein Beiname der Artemis war. Dieses Geschehen wäre Gegenstand der Hymnen des legendären Dichters Olen (Ὠλήν Ōlḗn) gewesen.
Bei Kallimachos erscheinen Loxo (Λοξώ Loxṓ) und Hekaerge (Ἑκαέργη Hekaérgē) als Begleiterin der Opis. Alle drei kommen aus dem Land der Arimaspen (die als Nachbarn der Hyperboreer galten) und werden als Töchter des Boreas bezeichnet. Als Begleiterin der Artemis wird sie als Bogenschützin beschrieben.
Nach der Bibliotheke des Apollodor soll der Jäger Orion versucht haben, Opis zu vergewaltigen, worauf er von Artemis erschossen wurde.